# Dziura nad Jaskinią Śpiących Rycerzy I
Dziura nad Jaskinią Śpiących Rycerzy I – jaskinia w Dolinie Małej Łąki w Tatrach Zachodnich. Wejście do niej znajduje się w południowo-zachodnim zboczu Małego Giewontu, powyżej bocznego otworu Jaskini Śpiących Rycerzy, na wysokości 1402 metrów n.p.m. Długość jaskini wynosi 13 metrów, a jej deniwelacja 3 metry.

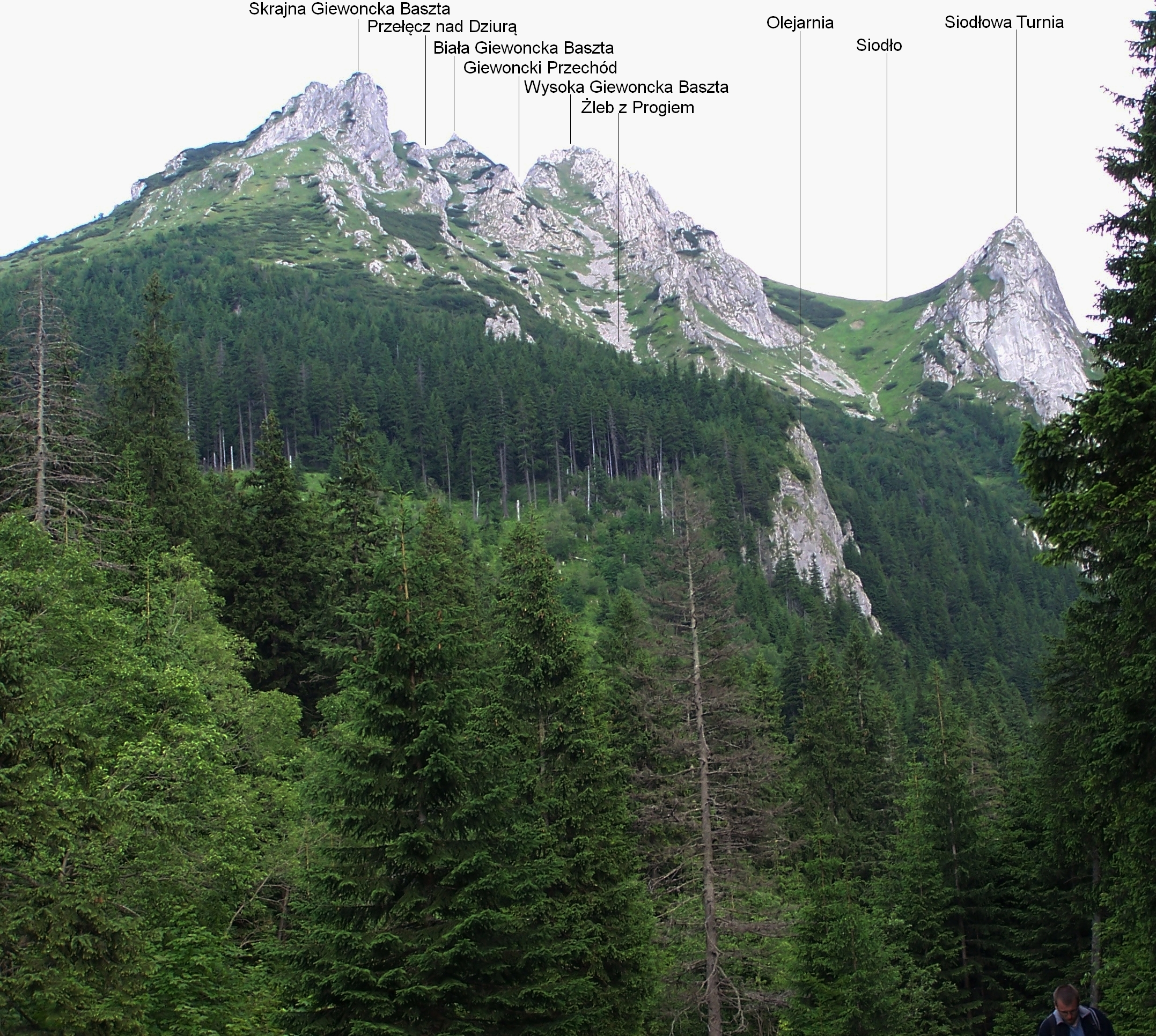
Dolina Małej Łąki. Widok na Mały Giewont

## Opis jaskini
Główną częścią jaskini jest poziomy korytarz zaczynający się w niewielkim otworze wejściowym, który po paru metrach przechodzi w idącą w dół szczelinę. Rozdziela się ona na końcu na dwa krótkie ciągi. 

## Przyroda
W jaskini brak jest nacieków. Ściany są mokre, nie ma na nich roślinności.

## Historia odkryć
Nie wiadomo, kiedy i przez kogo jaskinia została odkryta. Jej pierwszy plan i opis sporządziła I. Luty przy pomocy W. Skierniewskiego w lipcu 1980 roku.